# Muhammad V al-Nasir
Muhammad V al-Nasir (àrab: محمد الناصر بن محمد باي, Muḥammad an-Nāṣir b. Muḥammad Bāy), conegut pels francesos com Naceur Bey (La Marsa 14 de juliol de 1855 - 8 de juliol de 1922), fou bey de Tunis de la dinastia husaynita de Tunísia, del 1906 al 1922. Era el tercer fill de Muhammad II ibn al-Husayn (el primer fill, Husayn, havia mort el 26 de juny de 1890 i el segon, Said Bey, havia mort jove el 1859).
Fou declarat príncep hereu del seu cosí Muhammad IV al-Hadi l'11 de juny de 1902, i el va succeir quan va morir l'11 de maig de 1906. Havia estat nomenat general de divisió l'11 de juny de 1902 i fou ascendit a mariscal l'11 de maig de 1906.
Va afavorir l'activitat del moviment Destur (Constitució) en favor de la participació dels tunisians en la vida política, (moviment que el 1934 va esdevenir el Neo Destur sota la direcció d'Habib Bourguiba o Abu Kukayba). L'abril de 1922, degut al tractament dels francesos als dirigents del moviment Destour (Destour), va amenaçar d'abdicar si no satisfeien les demandes d'emancipació política. Al seu torn Lucien Saint, resident general de França a Tunísia, va amenaçar al bey i va encerclar el palau amb les seves tropes. Finalment el bey va renunicar a abdicar després d'un intent en aquest sentit el dia 5 d'abril. En endavant va haver de seguir els dictats del resident.
Va morir poques setmanes després a la Marsa el 10 de juliol del mateix 1922. Es va casar amb Lalla Fatima (+ 1911), amb Lalla Husn ul-Ujud [Housn-el Oujoud or Jouda] (+ 6 de juliol de 1904), Lalla Kamar Beya (+ 30 de desembre de 1942 December 1942), i Lalla Mamia (+ 12 de febrer de 1922) i va tenir sis filles i quatre fills:
- Muhammad VII al-Munsif (El Moncef) Pasha, bey 1942-1943
- Sidi Muhammad al-Hashimi (El Hechemi) Bey (Sidi Bou Said, 3 de juliol de 1890-22 de març de 1951)
- Sidi Husayn [Hassine] Bey, cap de la casa reial de Tunísia el 1962
- Sidi Muhammad (M'hamed) Bey (Sidi Bou-Said, 22 de desembre de 1897- La Goulette, 18 d'agost de 1953).

De les seves esposes cal esmentar a Lalla Kamar Beya, la seva favorita, una odalisca (dona de l'harem destinada únicament a donar plaer al seu senyor) que abans havia estat esposa d'Ali III ibn al-Husayn i de Muhammad III al-Sadik, i per la que va construir el palau de Ksar Sâada, actualment l'Ajuntament de La Marsa.
El va succeir el seu cosí Muhammad VI al-Habib fill del príncep Muhammad al-Mamun [Mimoune] (1819-1861) el germà següent en edat d'Ali III ibn al-Husayn.